# Inola (Oklahoma)
Inola is een plaats (town) in de Amerikaanse staat Oklahoma, en valt bestuurlijk gezien onder Rogers County.

## Demografie
Bij de volkstelling in 2000 werd het aantal inwoners vastgesteld op 1589.
In 2006 is het aantal inwoners door het United States Census Bureau geschat op 1732, een stijging van 143 (9.0%).

## Geografie
Volgens het United States Census Bureau beslaat de plaats een oppervlakte van
17,1 km², waarvan 16,9 km² land en 0,2 km² water. Inola ligt op ongeveer 183 m boven zeeniveau.

## Plaatsen in de nabije omgeving
De onderstaande figuur toont nabijgelegen plaatsen in een straal van 20 km rond Inola.